# در یک تپش قلب (فیلم)
در یک تپش قلب (انگلیسی: In a Heartbeat) یک انیمیشن کوتاه ۴ دقیقه‌ای فاقد گفتار در سبک رمانتیک، کمدی رمانتیک است که در سال ۲۰۱۷ منتشر شد. داستان آن در مورد علاقه یک پسر دبستانی( شروین) به پسری دیگر(جاناتان) است.